# Nikołaj Fieklenko
Nikołaj Władimirowicz Fieklenko (ros. Николай Владимирович Фекленко, ur. w październiku 1901 we wsi Tifinka w guberni tambowskiej, zm. 12 października 1951 w Moskwie) – radziecki dowódca wojskowy, generał porucznik wojsk pancernych.

## Życiorys
W 1919 wstąpił do Armii Czerwonej i jako zastępca dowódcy plutonu walczył w wojnie domowej na Froncie Zachodnim i Południowym, w 1920 został członkiem partii komunistycznej. W 1922 ukończył kursy politruków w Stawropolu, w 1925 skończył Szkołę Wojskowo-Polityczną, w 1928 kursy kawaleryjskie doskonalenia kadry dowódczej, a w 1933 kursy doskonalenia kadry dowódczej przy Akademii Wojskowej im. Frunzego. Był komendantem szkoły pułkowej i dowódcą pułku czołgów.
W 1935 otrzymał stopień pułkownika, od września 1936 do września 1938 dowodził 7 Brygadą Zmotoryzowaną w Zabajkalskim/Uralskim Okręgu Wojskowym, 16 sierpnia 1938 awansowany na kombriga. Od 8 września 1938 roku dowodził 57 Specjalnym Korpusem Strzeleckim w Mongolii. 10 września 1938 mianowany komdiwem. Z powodu niepowodzeń spowodowanych atakiem Japończyków na Mongolską Republikę Ludową, tuż przed bitwą nad Chałchin-Goł na stanowisku dowódcy zastąpił go komdiw Gieorgij Żukow. Później dowodził 14 Ciężką Brygadą Czołgów w Kijowskim Specjalnym Okręgu Wojskowym, od 21 marca 1939 do 20 lutego 1941 był zastępcą członka KC WKP(b). Od 1940 do 11 marca 1941 był dowódcą 15 Dywizji Pancernej, 4 czerwca 1940 otrzymał stopień generała majora wojsk pancernych, od 11 marca do 30 sierpnia 1941 dowodził 19 Korpusem Zmechanizowanym, a od 15 sierpnia do 20 września 1941 38 Armią Frontu Południowo-Zachodniego, następnie od września 1941 do 10 stycznia 1942 był zastępcą dowódcy Frontu Południowo-Zachodniego i jednocześnie do 26 listopada 1941 dowódcą wojsk Charkowskiego Okręgu Wojskowego.
Od stycznia do czerwca 1942 był zastępcą szefa Głównego Zarządu Auto-Pancernego Armii Czerwonej, od 19 czerwca do 1 lipca 1942 dowodził 17 Korpusem Pancernym, od lipca 1942 do lipca 1943 był szefem Tulskiego Centrum Auto-Pancernego, a od lipca do grudnia 1943 dowodził Wojskami Pancernymi i Zmechanizowanymi Frontu Stepowego, od 5 listopada 1943 w stopniu generała porucznika wojsk pancernych. Od grudnia 1943 do 1946 był szefem Głównego Zarządu Formowania Wojsk Pancernych i Zmechanizowanych Armii Czerwonej, od maja do września 1946 pozostawał w dyspozycji dowódcy wojsk pancernych i zmechanizowanych Armii Radzieckiej, od września 1946 do kwietnia 1948 dowodził Wojskami Pancernymi i Zmechanizowanymi Białoruskiego Okręgu Wojskowego. Od kwietnia 1948 do lutego 1949 był słuchaczem Wyższych Kursów Akademickich przy Wyższej Akademii Wojskowej im. Woroszyłowa, od lutego 1949 do października 1950 dowodził Wojskami Pancernymi i Zmechanizowanymi Karpackiego Okręgu Wojskowego, od października 1950 do lipca 1951 ponownie był w dyspozycji dowódcy Wojsk Pancernych i Zmechanizowanych ZSRR, następnie został zwolniony ze służby wojskowej.

## Awanse
- pułkownik (1935)
- kombrig (16 sierpnia 1938)
- komdiw (10 września 1938)
- generał major (4 czerwca 1940)
- generał porucznik (5 listopada 1943)

## Ordery i odznaczenia
- Order Lenina (dwukrotnie)
- Order Czerwonego Sztandaru (pięciokrotnie)
- Order Kutuzowa I klasy